# La Fée de Verdun
La Fée de Verdun est un roman pour la jeunesse écrit par Philippe Nessmann en 2016. Il raconte l'histoire vraie de Nelly Martyl, cantatrice de la Belle Époque devenue infirmière pendant la Première Guerre mondiale.

## Résumé
Le 11 avril 2013, un étudiant en histoire passe devant la Fondation Nelly Martyl, située au 129, rue de Belleville, dans le 19e arrondissement de Paris. Il se souvient alors que sa grand-mère lui avait parlé d'une certaine Nelly Martyl, une cantatrice agressée en 1943 à Paris. Il fait le lien et se met en tête d'en savoir plus sur cette fameuse chanteuse et la raison de son agression. Ne trouvant rien sur Wikipédia, et très peu d'informations sur Internet, il se lance dans une longue enquête à la recherche des traces laissées par la cantatrice. Il se rend ainsi à la Bibliothèque nationale de France où, aux archives des Arts et du Spectacle, il trouve l'album photo dans lequel Nelly Martyl collait tous les articles de presse qui la concernaient, lorsqu'elle était jeune chanteuse. Ces articles permettent à l'étudiant de retracer la carrière artistique de la cantatrice. Aux archives militaires médicales de l'Hôpital du Val-de-Grâce, il découvre un dossier contenant des documents personnels de Nelly Martyl : son diplôme d'infirmière, ses ordres de mission, ses citations à la Croix de Guerre, son diplôme de chevalier de la Légion d'Honneur... Petit à petit, la vie de la cantatrice, totalement oubliée au moment de l'écriture du livre, refait surface.

## Forme du livre
L'enquête menée dans le livre par l'étudiant a, en réalité, été menée par l'auteur : il a choisi de mettre en scène un étudiant pour être plus proche de son lectorat. Au terme de ce travail d'historien, il a souhaité que l'ouvrage raconte non seulement la vie de la cantatrice, mais également la façon dont les sources et les archives permettent de faire ressurgir un personnage du passé. Tous les chapitres du livre sont structurés de la même manière : en début de chapitre, sous la forme d'un journal de bord, l'étudiant raconte ses recherches et décrit les documents qu'il a trouvés. Des reproductions d'archives illustrent ces passages. Ensuite, à partir de ces documents, l'étudiant imagine ce qu'a pu être la vie de Nelly Martyl.

## Anecdotes
- Le titre du livre, La Fée de Verdun, fait référence au surnom que le général Fénelon Passaga, chef de la Division La Gauloise, a donné à la cantatrice. En bas d'un exemplaire du journal L'Illustration qu'il lui envoie après la guerre, il écrit cette dédicace : « À Madame Nelly Martyl, "la fée de l'armée de Verdun" »[5].

- Le roman débute lorsque l'étudiant passe devant la Fondation Nelly Martyl, un dispensaire créé par la cantatrice en 1929, devenu ensuite crèche municipale de la ville de Paris. Ce petit bâtiment en briques de style Art déco a été rasé le 27 avril 2017, malgré les multiples recours d'associations de sauvegarde du patrimoine, afin d'agrandir le supermarché voisin[6],[7].

- La page Wikipédia consacrée à Nelly Martyl a été créée en octobre 2020, quatre ans après la sortie du livre.
- La soprano Françoise Masset et le guitariste Rémi Cassaigne ont imaginé un spectacle musical rendant hommage à Nelly Martyl, inspiré par le roman. La création a eu lieu le 1er octobre 2022 au Mémorial de Verdun[8].

## Prix littéraires
Sélectionné pour huit prix littéraires, le roman La Fée de Verdun en a reçu deux : le prix Historia 2016 du livre pour la jeunesse, décerné par la revue Historia,, et le prix Réal 2017 dans la catégorie 11/14 ans.

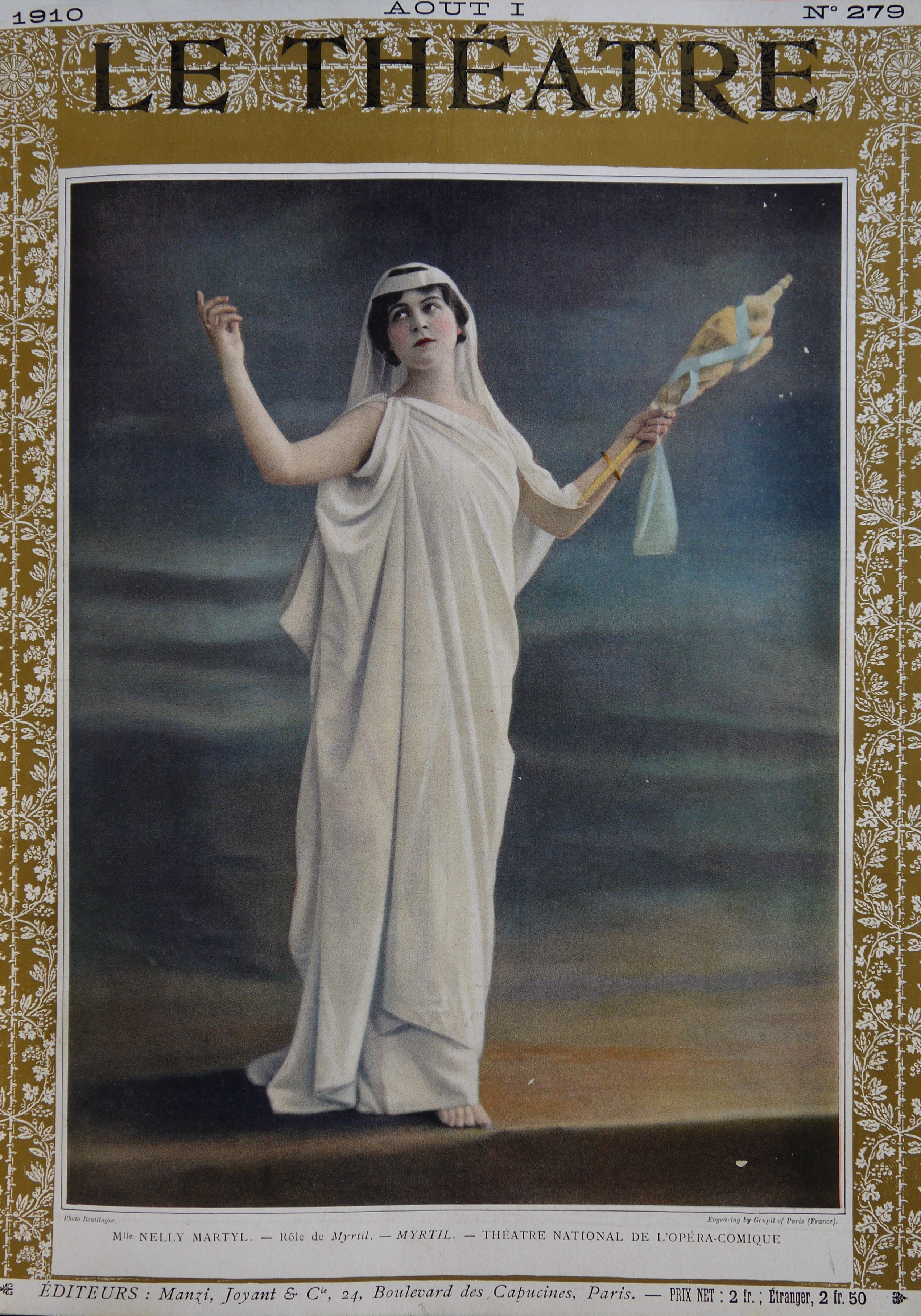
Nelly Martyl interprétant Myrtil, en 1910
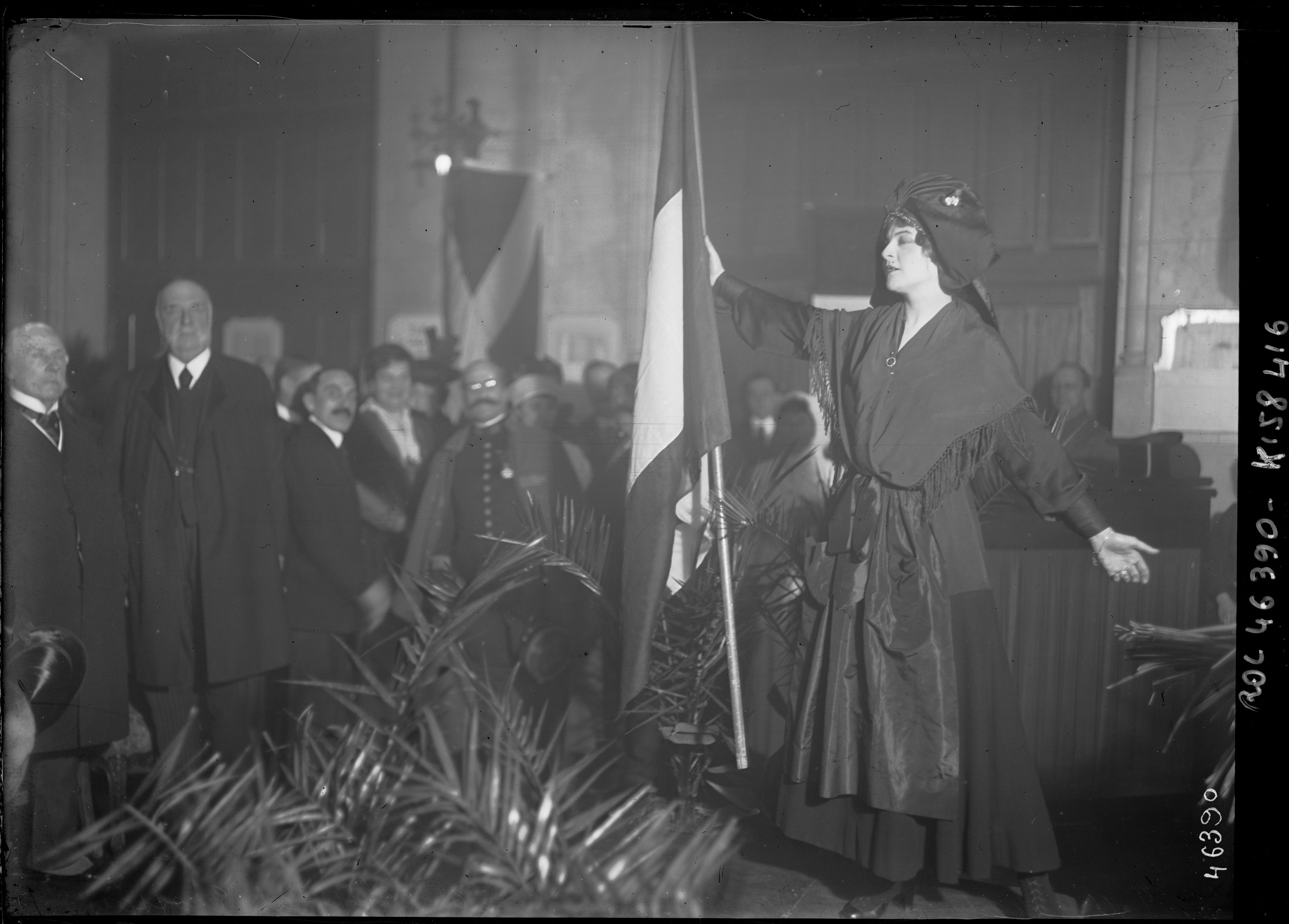
En 1916, Nelly Martyl interprète La Marseillaise dans un hôpital écossais
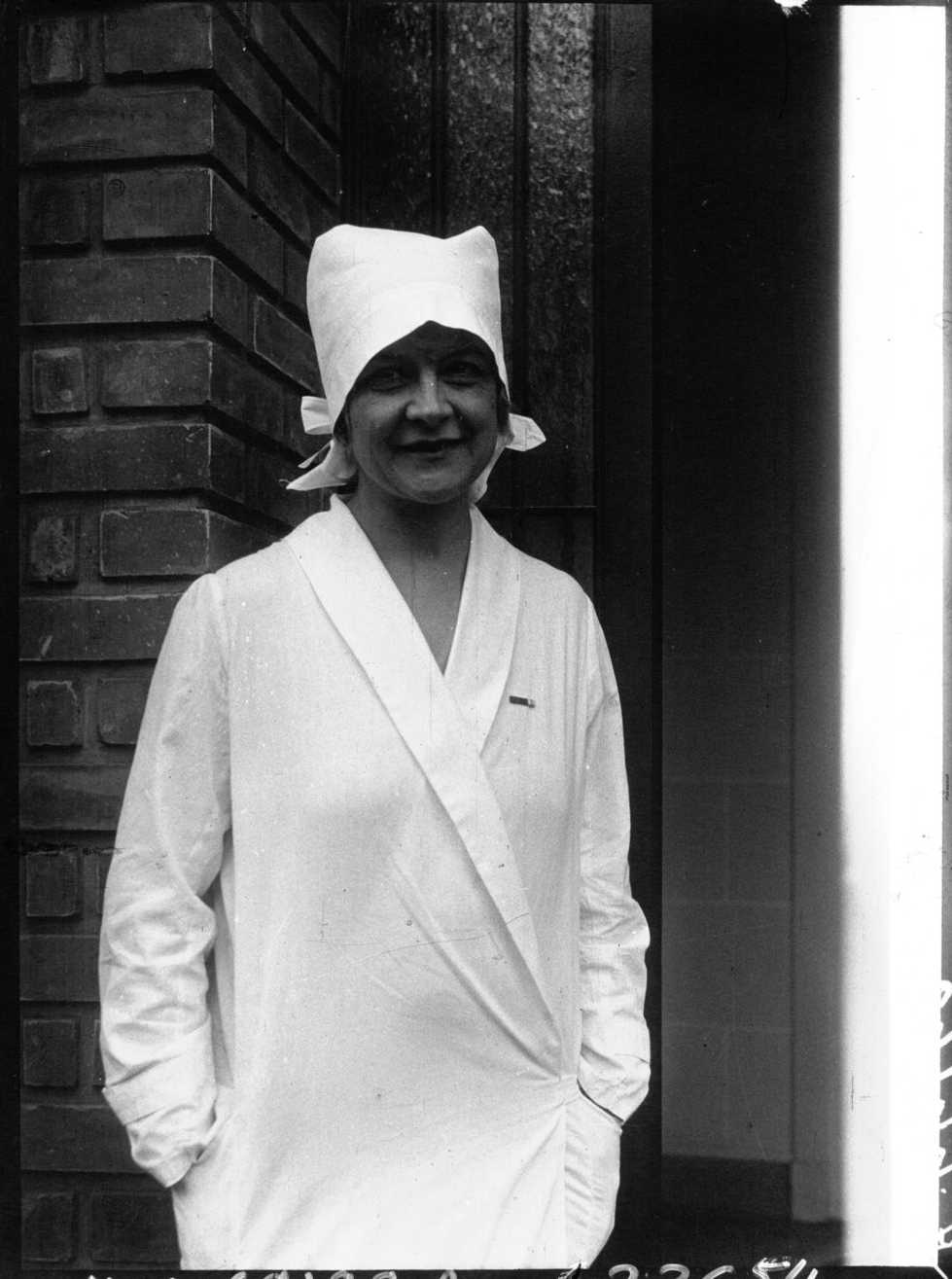
Nelly Martyl en infirmière, lors de l'inauguration de la Fondation Nelly Martyl, en 1929